# Pachycatantops
Pachycatantops is een geslacht van rechtvleugeligen uit de familie veldsprinkhanen (Acrididae). De wetenschappelijke naam van dit geslacht is voor het eerst geldig gepubliceerd in 1953 door Dirsh.

## Soorten
Het geslacht Pachycatantops omvat de volgende soorten:
- Pachycatantops crassipes Ramme, 1929
- Pachycatantops longipennis Baccetti, 1985